# Олденбург (Індіана)
Олденбург (англ. Oldenburg) — місто (англ. town) в США, в окрузі Франклін штату Індіана. Населення — 647 осіб (2020).

## Географія
Олденбург розташований за координатами 39°20′20″ пн. ш. 85°12′17″ зх. д. / 39.33889° пн. ш. 85.20472° зх. д. (39.338830, -85.204772).  За даними Бюро перепису населення США в 2010 році місто мало площу 1,13 км², з яких 1,12 км² — суходіл та 0,01 км² — водойми.

## Демографія
Згідно з переписом 2010 року, у місті мешкали 674 особи в 235 домогосподарствах у складі 156 родин. Густота населення становила 597 осіб/км².  Було 268 помешкань (237/км²).
Расовий склад населення:
| - 98,5 % — білих - 0,1 % — чорних або афроамериканців |

До двох чи більше рас належало 0,7 %. Частка іспаномовних становила 1,9 % від усіх жителів.
За віковим діапазоном населення розподілялося таким чином: 20,6 % — особи молодші 18 років, 49,9 % — особи у віці 18—64 років, 29,5 % — особи у віці 65 років та старші. Медіана віку мешканця становила 51,0 року. На 100 осіб жіночої статі у місті припадало 64,8 чоловіків;  на 100 жінок у віці від 18 років та старших — 56,0 чоловіків також старших 18 років.
Середній дохід на одне домашнє господарство  становив 62 778 доларів США (медіана — 58 906), а середній дохід на одну сім'ю — 73 751 долар (медіана — 66 442). За межею бідності перебувало 21,4 % осіб, у тому числі 12,8 % дітей у віці до 18 років та 48,3 % осіб у віці 65 років та старших.
Цивільне працевлаштоване населення становило 304 особи. Основні галузі зайнятості: виробництво — 28,3 %, освіта, охорона здоров'я та соціальна допомога — 25,7 %, науковці, спеціалісти, менеджери — 9,2 %, мистецтво, розваги та відпочинок — 7,6 %.